# Гаккель, Алексей Густавович
Алексей Густавович Гаккель (нем. Alexej Alfred Hackel; 17 сентября 1892, Санкт-Петербург — 6 марта 1951, Лейден) — немецкий искусствовед и богослов. Брат режиссёра Евгения Гаккеля. Отец священника Сергея Гаккеля.
Альфред Гаккель родился в 1892 году в лютеранской семье. Окончил Санкт-Петербургский университет. Во время Первой мировой войны находился в действующей армии. В 1922 году уехал из России. Учился в Гейдельбергском университете. Принял православие, преподавал православное богословие в Германии, Париже и Голландии.
Основные труды Алексея Гаккеля:
- «Троица в искусстве» (нем. Die Trinität in der Kunst; Берлин, 1931),
- «Икона» (нем. Ikon; Фрайбург, 1943),
- «Достоевский» (нем. Dostojevskij; Амстердам, 1950),
- «Сергий Радонежский» (нем. Sergij von Radonesh; Мюнстер, 1956).

## Семья
- Сестра — Соня Густавовна Розенберг (1903—1995), была замужем за Питером Розенфельдом, сыном астрофизика Х. О. Розенберга[англ.] и племянником писателя Р. Борхардта.
- Племянник — музыковед Леонид Гаккель (1936—2024).